# El Ámbar (La Concordia)
El Ámbar es una localidad del estado mexicano de Chiapas. Es parte del municipio de La Concordia.

## Demografía
| Gráfica de evolución demográfica |
|                                  |

| Censo | Población |
| ----- | --------- |
| 1980  | 1 311     |
| 1990  | 1 517     |
| 2000  | 1 669     |
| 2010  | 2 592     |
| 2020  | 3 076     |